# Salomé (sœur d'Hérode Ier le Grand)
 (janvier 2019).
- Si vous ne connaissez pas le sujet, laissez ce bandeau (vous pouvez alors contacter les auteurs).
- Si vous supprimez le contenu mis en cause (vous pouvez préalablement contacter les auteurs),

argumentez précisément cette suppression dans la page de discussion
(un manque de référence n'est pas un argument ; une recherche réelle de référence doit avoir été effectuée, être formellement documentée).
 (janvier 2019).
Pour les articles homonymes, voir Salomé.
Salomé ou Salomé Ire (née vers -65 et morte vers 10 ap. J.-C.,) est la sœur d'Hérode le Grand. Avec son second mari Costobar, gouverneur de l'Idumée, elle est la mère de Bérénice, future mère d'Agrippa Ier. Jouissant de la pleine confiance de son frère Hérode, elle joue un rôle majeur dans les intrigues qui minèrent la cour de son frère. Par ses dénonciations, elle est responsable de l'exécution par son frère de très nombreux hauts personnages et notamment de nombreux membres de la dynastie hasmonéenne.
À la mort d'Hérode en 4 av. J.-C., elle reçoit les villes de Yavné, Ashod et Phasaelis, ainsi qu'un palais à Ascalon. Elle en perçoit les revenus alors que les territoires sont administrés par son neveu Archélaos, ethnarque de Judée.
Lorsqu'elle meurt, elle lègue ces territoires à sa grande amie l'impératrice Livie.

## Biographie
Salomé est un membre de la dynastie des Hérodiens, fille de l'iduméen Antipater et de Cypros une princesse nabathéenne. Elle est la sœur d'Hérode Ier le Grand. Ses autres frères étaient Phasaël, Joseph et Phéroras. Elle est initialement mariée à Joseph, frère d'Antipater, qui est donc son oncle.

### Espionne au service de son frère
D'après Flavius Josèphe, elle accusa en -29 Mariamne l'Hasmonéenne, la femme d'Hérode, d'avoir eu des relations coupables avec son mari Joseph. En effet, elle reprochait à Mariamne, issue de la prestigieuse dynastie hasmonéenne, de la mépriser en raison de l'origine humble de sa famille. Hérode  fait donc immédiatement exécuter Joseph. Salomé se remarie alors avec Costobar, avec lequel elle a une fille Bérénice qui épousera Aristobule IV.
Elle monte ensuite un complot avec l'aide d'un échanson royal qui accuse Mariamne d'avoir tenté d'empoisonner Hérode. Malgré son amour pour Mariamne, Hérode cède à la colère et fait cette fois exécuter sa femme. Selon Flavius Josèphe, il regrettera ce geste à plusieurs reprises par la suite, oubliant même parfois que Mariamne était morte et demandant à ses serviteurs de la faire venir.
Les assassinats politiques se succèdent. C'est d'abord Alexandra, la mère de Mariamne l'Hasmonéenne qui est exécutée en 28 av. J.-C. Puis une série de proches d'Hérode, accusés à tort ou à raison, de complot : Sohaemos, Lysimachos, Antipater Gadias, Dosithéos. Toutes ces condamnations reposent sur des accusations de Salomé. Lorsqu'elle veut divorcer d'avec Costobar, Hérode s'y oppose pour respecter les traditions juives. Elle le dénonce alors auprès d'Hérode. Lors de la prise de Jérusalem en 37 av. J.-C., Costobar avait été chargé de verrouiller les sorties de la ville. En dépit des instructions d'Hérode, il avait non seulement laissé sortir les « fils de Babas » (ou les « fils de Sabbas ») — « de la race d'Hyrcan » donc liés aux Hasmonéens et qui s'étaient opposés à Hérode jusqu'au bout — mais en plus il leur avait emménagé un lieu d'exil à peu de distance de Jérusalem, mais sur le territoire de l'Idumée dont il était gouverneur. Apprenant cela, Hérode fait exécuter Costobar et surprend les « fils de Babas » dans les fermes où ils vivaient depuis douze ans et les fait tous assassiner.
Salomé, « sœur et confidente du roi règne sur la cour passe son temps à espionner les courtisans et n'a de cesse de révéler à son frère les complots réels ou supposés qui seraient dirigés contre lui. »

### L'exécution d'Alexandre et Aristobule
Lorsque les fils qu'Hérode Ier le Grand a eu avec Mariamne l'Hasmonéenne (Aristobule IV et Alexandre) rentrent de Rome où ils ont été élevés pour succéder éventuellement à Hérode, Salomé parvient à nouveau à monter un complot pour s'en débarrasser. La haine de Salomé est attisée par les propos de Glaphyra, la femme d'Alexandre et fille du roi Archélaos de Cappadoce, qui, « fière de ses origines, ne cesse de répéter qu'elle descend d'Alexandre le Grand par son père, et des grands rois de Perse par sa mère. » Salomé craint qu'une fois parvenu au pouvoir, Alexandre ne la fasse exécuter puisqu'il est de notoriété publique que c'est elle qui a obtenu la condamnation à mort de sa mère Mariamne. Elle s'allie donc avec Antipater, un fils qu'Hérode a eu avec sa première femme Doris qu'il a répudiée en 49 av. J.-C. pour pouvoir se marier avec Mariamne l'Hasmonéenne. Elle promet de soutenir ses prétentions à la succession de son père si celui-ci parvient à faire accuser Aristobule et Alexandre. Elle parvient alors à obtenir la disgrâce des deux fils de Mariamne en les accusant de complot contre leur père avec la complicité de Glaphyra et d'Archélaos de Cappadoce. Toutefois, Hérode est contraint de feindre de se réconcilier avec eux sous la pression de l'empereur Auguste. L'empereur accorde toutefois à Hérode le droit de faire figurer Antipater parmi ses successeurs.
Salomé désire ensuite se remarier avec Syllaios, un puissant noble nabatéen qui exerce le pouvoir de fait en lieu et place du roi de Pétra Obodas III et qui aspire à lui succéder. Mais Hérode s'oppose à ce mariage à plusieurs reprises en prétextant que Syllaios refuse de se faire circoncire. Toutefois Salomé ne veut pas céder et c'est finalement sa grande amie l'impératrice Livie qui parvient à la convaincre de renoncer à ce projet.
Elle accepte alors de se remarier avec Alexas, un conseiller d'Hérode.
En 7 av. J.-C., la dénonciation d'un nouveau complot permet à Hérode de faire exécuter Aristobule IV et Alexandre après un procès qui se déroule à Béritos (Beyrouth). À partir de ce moment « la répression ne connaît plus aucun frein, Hérode fait exécuter trois cents officiers de son armée, ainsi que son barbier, Tryphon, accusé d'avoir secrètement pris parti pour Alexandre. » Avant le procès des princes, il avait fait réunir leurs proches dans l'hippodrome de Jéricho et les avait fait lapider après une parodie de procès.

### La succession d'Hérode

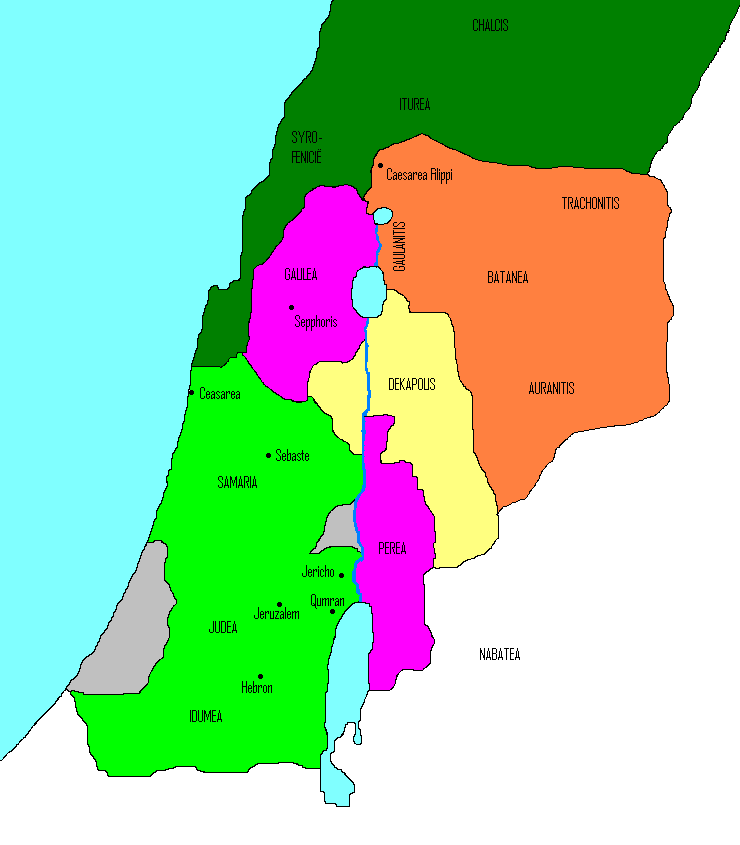
Le partage du royaume d'Hérode Ier le Grand:
Salomé Ire (villes de Javneh, Azotas, Phaesalis).
Territoires sous l'autorité d'Hérode Antipas.
Territoires sous l'autorité de Philippe le Tétrarque.
Territoires sous l'autorité d'Hérode Archélaos, puis à partir de l'an 6, province romaine de Judée.
Province romaine de Syrie.
Cités autonomes (Decapolis).

Antipater devient l'héritier désigné. Pour le cas où celui-ci mourrait avant lui, le testament désignait pour successeur Hérode Boëthos, le fils qu’Hérode le Grand « avait eu de la fille du grand prêtre. » Antipater est associé au trône et fait office de vice-roi. Mais Salomé découvre une nouvelle conspiration. Avant de partir pour Rome pour porter le nouveau testament à l'empereur, Antipater s'est secrètement fait apporter un poison d'Alexandrie, pour faire empoisonner Hérode tout en impliquant Salomé par une fausse lettre. Salomé attend la mort de son frère Phéroras qui fait lui aussi partie du complot puis le révèle à Hérode. Celui-ci laisse son fils rentrer de Rome et le jette en prison dès son arrivée dans le royaume, puis le fait exécuter cinq jours à peine avant de mourir (4 av. J.-C.). Hérode rédige alors un nouveau testament sur lequel figure Hérode Archélaos, Hérode Antipas, Philippe le Tétrarque et Salomé.
Hérode est alors atteint d'une « terrible maladie » qui va le conduire à la mort, il fait emprisonner de nombreux opposants arrêtés en divers endroits de la Judée. Il demande à Salomé et à son mari Alexas qui est aussi son premier ministre, qu'après sa mort ils soient tous massacrés par les archers de sa garde. L'ordre ne sera toutefois pas exécuté par Salomé et Alexas en dépit des promesses faites au roi. Ils se rendent tous deux à l'hippodrome et font libérer les prisonniers, puis révèlent la mort d'Hérode aux militaires. Aléxas lit publiquement une lettre du roi à ses troupes qu'il remercie pour leur fidélité, puis le testament d'Hérode est révélé.
Après la mort d'Hérode Ier le Grand, « outre les biens que le roi lui avait légués par testament, elle [est] déclarée maîtresse de Jamnia, d'Azotos et de Phasaëlis ; (Auguste) lui [fait] aussi don du palais d'Ascalon : le tout produisait 60 Talents de revenus ; toutefois, son apanage [est] placé sous la dépendance de la principauté d'Archélaos. »
Lorsqu'en 6 ap. J.-C., Archélaos est démis de ses fonctions et envoyé en exil en Gaule transalpine, elle conserve ses apanages, alors qu'est nommé Coponius, le premier préfet de Judée,. C'est peut-être Hérode Antipas qui est alors chargé d'administrer ses territoires.
Elle meurt alors que Marcus Ambivius (environ 9 – 12,) est gouverneur de Judée. Elle lègue alors ces territoires à son amie l'impératrice Livie.